# Lost Girl (Once Upon a Time)
Lost Girl es el segundo episodio de la tercera temporada de la serie de televisión estadounidense de fantasía y drama, Once Upon a Time. El episodio se transmitió originalmente en los Estados Unidos el 06 de octubre de 2013, mientras que en América Latina el episodio debutó el 15 de octubre de 2013 a tan solo una semana de su estreno original. El episodio fue coescrito por el dueto de guionistas; Andrew Chambliss y Kalinda Vásquez y la dirección general del episodio estuvo a cargo de Ron Underwood.
En este episodio Peter Pan le da a Emma un mapa que podría ayudarla a encontrar a su hijo Henry, pero para que funcione tiene que aceptar su verdadera identidad. Mientras Rumplestiltskin recibe un consejo de alguien sorprendente. En un flashback al bosque encantado, el príncipe encantador se aventura en una misión para impedir que Blancanieves acepte una oferta tentadora de la Reina malvada.

## Argumento

### En el pasado del Bosque Encantado
El príncipe encantador despierta exitosamente a Blancanieves de la maldición del sueño con un beso de amor verdadero. El espejo mágico se entera de esto y se lo comunica a la reina malvada, al mostrarle el momento en el que el príncipe le propone matrimonio a Blancanieves, mientras que la princesa reafirma sus deseos de recuperar el reino que alguna vez fue suyo.
En respuesta a lo ocurrido, la reina malvada llega al pueblo donde Blancanieves se encontraba tratando de convencer inútilmente a los aldeanos de unirse en su lucha por recuperar el reino. Allí, Regina decide optar por hacerle a su peor enemiga una oferta limitada: Sí Blancanieves le entrega el reino entero por siempre y jura no hacer nada por recuperarlo, entonces podrá vivir una vida tranquila junto a encantador y sus seres queridos o de lo contrario, una persona inocente morirá en cada intento por derrocarla. Blancanieves queda afectada por la noticia y comienza a considerar la posibilidad de rendirse por su propio bien, al quedar convencida de que su destino ya no es ser una reina. Sin embargo Encantador no está de acuerdo con las creencias de su amada, y se compromete a encontrar una manera de alentarla a luchar por lo que le pertenece y aceptar su verdadera identidad.
El príncipe le hace una visita a Rumplestiltskin, creyendo que el mago podría ayudarlo con magia a solucionar el dilema de Blancanieves, pero termina siendo rechazado por el último al descubrir que no hay magia capaz de revelar lo que una persona debe descubrir por sí sola. Como solución alternativa, Encantador lleva a Blancanieves ante una espada en la piedra para usarla en contra de Regina. Cuando Regina vuelve al pueblo para escuchar la respuesta de su oferta, es confrontada por una Blancanieves armada con la Excalibur y consigue herir a la malvada monarca con un simple azote de la espada. Regina queda sorprendida por lo acontecido, declarando la guerra por el reino antes de retirarse. Más tarde Blanca visita a Rumplestilskin para preguntarle sobre Excalibur, pero el oscuro le revela que la espada es falsa, que fue idea de Encantador lo de ir por la espada y se lleva el relicario de la madre de Blancanieves como pago por haber desperdiciado su tiempo. Blancanieves queda furiosa por lo ocurrido y confronta a su pareja para averiguar sus motivos, pero Encantador le desmiente que lo hizo para darle a entender que todo el tiempo tuvo la fuerza para enfrentarse a Regina sin ninguna clase de magia.

### En Nunca Jamás
Gold usa su daga para desprenderse de su propia sombra y le da la tarea de ocultarla en un lugar donde ni él mismo podría encontrarla. Horas después Gold termina siendo visitado por una visión de Bella, quien le comenta que se apareció ante él por una razón. Poco después le recuerda que él podrá salvar a su nieto sin convertirse en "el oscuro" y que la única forma de dejar ir el pasado es deshaciéndose del muñeco que Felix le dio hace poco. Gold obedece y así se prepara para continuar por la búsqueda de Henry, pero en su camino el muñeco regresa a él y al darse cuenta de que ni con sus poderes puede deshacerse del mismo, el mago decide conservarlo.
Emma es visitada por el mismo Peter Pan mientras el resto del grupo duerme. El joven villano le ofrece a la salvadora un mapa que le revelará la ubicación de Henry, pero también le da la advertencia de que solo funcionará si ella acepta quien es en realidad. Emma le revela al resto del grupo lo acontecido, pero por más que se esfuerza en activar el mapa, no pasa nada. Regina, es quien más se desespera por la situación y termina haciendo uso de su magia para rastrear al dueño anterior del mapa. Desafortunadamente la búsqueda los guía hasta una trampa tendida por Pan y otros niños perdidos que luchan contra ellos. Emma termina culpándose del fracaso por haber permitido lo del hechizo y en su desesperación reconoce frente a Mary Margaret que al estar en Nunca Jamás no si siente como una heroína o una salvadora sino más bien en una "huérfana"; al instante el mapa termina revelándoles la ubicación real del campamento de Peter Pan. Mientras el grupo se prepara para descansar otra noche, Pan felicita a Emma en privado por haber aceptado su verdadero ser y le comenta que espera poder enfrentarse pronto y darle la advertencia de que con el tiempo no solo va a sentirse como una huérfana sino que será una. David a espaldas de todos se revisa las heridas que se hizo en la lucha, descubriendo que fue envenenado con la sombra de sueño.

## Producción

### Actuación
El actor Giancarlo Esposito, quien interpretó al espejo mágico/el genio de aragrabah/Sydney Glass en la primera temporada, volvió aparecer en la serie luego de estar ausente en toda la segunda temporada debido su papel principal en la serie Revolución. Eventualmente fue Edward Kitsis quien reveló que Esposito había regresado para interpretar al espejo mágico en un flashback: 

"Si la reina va a enterarse de que una maldición de sueño fue rota, ¿Quién mejor para dar las noticias?"
Edward Kitsis

### Guion
En una entrevista con TV Line, Kitsis también reveló algo de la trama del episodio: 

El segundo episodio es uno de Blanca/Encantador, con la reina malvada- vamos a explorar el tiempo del despertar (de Blanca) y de como se vieron en el campo de batalla. ¿Como reaccionó la reina a ese despertar? ¿Y quién se lo dijo?
Edward Kitsis